# Myriapora bugei
Myriapora bugei är en mossdjursart som beskrevs av Jean-Loup d'Hondt 1975. Myriapora bugei ingår i släktet Myriapora och familjen Myriaporidae. Inga underarter finns listade i Catalogue of Life.